# 楠年明
楠 年明（くすのき としあき、1934年1月1日 - ）は、日本の俳優、ナレーター。大阪府出身。妻は女優の絵沢萠子。MC企画所属。

## 人物・来歴
関西芸術座に入団（のちに退団）。MC企画所属。
テレビドラマ『部長刑事』シリーズでの新田刑事役が当たり役となる。
長年、京都・大阪製作のテレビドラマや映画に常連出演している。
テレビ黎明期から活動する関西在住の俳優の中でも、当時最若手だった最後の世代の一人である。
妻はスナック「きぜつ」を経営していた。
大阪に在住しており、後身の指導を長年続けている。

## 出演作品

### テレビドラマ
- 部長刑事（1958年 - 1989年、ABC） - 新田圭次刑事
- 硝子のジョニー（1960年、MBS）
- 青春の深き渕より（1960年、KTV）
- 虹に誓う（1963年、NHK）
- シャープ月曜劇場 / 母の初恋（1963年、KTV）
- ダイヤル110番 第361話「拝啓、警察官殿」（1964年、YTV）
- 竜馬がゆく（1965年、MBS）
- 近鉄金曜劇場 愛とこころのシリーズ「あのとき夫が…」（1966年、ABC）
- 仮面の忍者赤影 第12話、第13話（1967年、KTV / 東映） - 足利義昭
- 船場（1967年 - 1968年、KTV）
- 待っていた用心棒 第12話「西から来た侍」（1968年、NET / 東映） - 浦部十郎
- お庭番 第25回・第26回「一か八か」（1968年、日本テレビ）
- 帰って来た用心棒 第31話「路地裏の宿」（1969年、NET / 東映）
- 紅つばめお雪 第5話「鬼さんどなた」（1970年、NET / 東映京都テレビプロダクション） - 直次郎
- 青春太閤記 いまにみておれ!（1970年、NTV / 歌舞伎座テレビ） - 金蔵
- 天を斬る 第21話「遠い足音」（1970年、NET / 東映） - 巳之助
- 燃えよ剣 第8話・第9話（1970年、NET / 東映） - 吉田稔麿
- 遠山の金さん捕物帳 第4話「花嫁を食う男」（1970年、NET / 東映） - 蜂谷正之進
- さむらい飛脚 第10話「仮面の花火師」（1971年、NET）
- 清水次郎長 第11話「命を賭けて来た男」（1971年、CX / 東映） - 石松のにせ者
- 世なおし奉行 第2話「悲願満徳寺」（1972年、NET / 東映）
- 明智探偵事務所「倭文子・その愛」（1972年5月22日、NHK）
- わてらの年輪（1973年、NHK-GTV / 大阪放送局） - 津田
- ご存知遠山の金さん (1973年 - 1974年、NET / 東映) - 北町与力・浅見重三郎
- 遠山の金さん 杉良太郎版 第1シリーズ
  - 第71話「女騒動!うわなり打ち」（1977年、NET/東映） - 伊兵衛
- 銭形平次（フジテレビ / 東映）
  - 第30話「狙われた女」（1966年）
  - 第579話「鬼っ引きの涙」（1977年） - 与吉
  - 第761話「花の若衆仁義」（1981年）
  - 第843話「十五年目の春」（1983年）
  - 第855話「身代金五百両」（1983年）
- 疾風同心 第10話「辰三 涙の殴り込み」（1978年、12ch / C.A.L） - 清吉
- 八丁堀暴れ軍団 第2話「毒花一輪 男をくらって咲きほこる」（1979年、12ch / C.A.L） - 佐助
- 必殺シリーズ（ABC / 松竹）
  - 必殺商売人（1978年）
    - 第4話「お上が認めた商売人」 - 目付・中山
    - 第22話「殺した奴をまた殺す」 - 与力

  - 必殺仕事人
    - 第11話「極悪人ほどよく眠れるか?」（1979年） - 笠置屋弥兵ヱ
    - 第65話「散り技 花火炸裂乱れ斬り」（1981年） - 千吉
    - 第77話「盗み技 背面逆転倒し」（1981年） - 伝吉

  - 新・必殺仕事人
    - 第37話「主水娘と同居する」（1982年） - 水野帯刀
    - 第51話「主水 ビックリする」（1982年） - 丹波屋佐平

  - 新・必殺仕舞人 第9話「金比羅舟々恨みの波越え」（1982年） - 柿崎図書
  - 必殺仕切人 第11話「もしも父親が"娘よ"と泣いたら」（1984年） - 政五郎
  - 年忘れ必殺スペシャル 仕事人アヘン戦争へ行く 翔べ!熱気球よ香港へ（1983年） - 劉永徳
  - 必殺渡し人 第9話「無縁墓地で渡します」（1983年） - 萩原角之進
  - 必殺仕事人III
    - 第20話「厄払いしたかったのは主水」（1983年） - 文三
    - 第32話「誘拐犯の娘に惚れたのは秀」（1983年） - 仙蔵

  - 必殺仕事人IV 第29話「主水せんとりつの葬式を出す」（1984年） - 秋芳
  - 必殺仕事人V 第24話「花屋の政 雷雨の中で闘う」（1985年） - 紅林堂市兵衛
  - 必殺仕事人V・激闘編
    - 第14話「せんとりつ 不倫する」（1986年） - 佐倉
    - 第22話「せん、女ひとり旅する」（1986年） - 久兵衛

  - 必殺まっしぐら! 第2話「相手は京の欲ボケ貴族」（1986年） - 江差屋
  - 必殺仕事人V・旋風編 第3話「主水、殺人ツアーに出かける」（1987年） - 江戸家老・間部信玄
  - 必殺仕事人V・風雲竜虎編（1987年）
    - 第3話「返り討ち悲話」 - 菱川碌山
    - 第14話「お化け縁切り哀話」 - 神保右門

  - 必殺剣劇人 第8話「あばよ!」（1987年） - 鳥居喬四郎
  - 必殺仕事人・激突!
    - 第8話「新門辰五郎のまとい」（1991年） - 坂口新兵衛
    - 第20話「主水、京に上る」（1992年） - 京都所司代

  - 必殺仕事人2009 第13話「給付金VS新仕事人」（2009年） - 南村彦左衛門
- 水戸黄門（TBS / C.A.L）
  - 第1部 第32話「水戸の白梅 -水戸-」（1969年3月9日） - 桑田市次郎
  - 第2部 第22話「怒れ！格さん -垂井-」（1971年2月22日） - 定七
  - 第6部 第22話「父恋し伊勢参り -伊勢-」（1975年8月25日） - 役人
  - 第7部 第28話「ひょうろく玉の仇討ち -諏訪-」（1976年11月29日） - 荻原俊八
  - 第9部 第5話「黄門様のそっくりさん -仙台-」（1978年9月4日） - 枝川兵太郎
  - 第10部 第16話「母恋し鈴鹿馬子唄 -大津-」（1979年11月26日） - 久造
  - 第12部 第22話「秘伝の薬で悪退治 -富山-」（1982年1月25日） - 見習医師
  - 第15部 第9話「異国の姫は瓜二つ -長崎-」（1985年3月25日） - 宇兵ヱ
  - 第16部
    - 第7話「花火に賭けた父娘の意地 -岡崎-」（1986年6月9日） - 文造
    - 第12話「京人形に賭けた芸妓の意地 -京-」（1986年7月14日） - 秀宝
    - 第37話「初春献上二人彫 -日光-」（1987年1月5日） - 普請奉行

  - 第17部 第16話「命がけの母娘再会 -宇和島-」（1987年12月14日）
  - 第18部 第19話「幸せ運んだ子守唄 -島原-」（1989年1月23日）
  - 第19部 第11話「黄門様の泥棒指南 -盛岡-」（1989年12月4日） - 利助
  - 第20部 第33話「意地比べ恋の友禅 -金沢-」（1991年6月24日）
  - 第21部 第21話「身ぐるみ剥がれた黄門様 -伊丹-」（1992年8月24日） - 奈良屋
  - 第22部
    - 第18話「娘が綺麗になる方法 -島原-」（1993年9月13日） - 伍平
    - 第27話「女たちの復讐 -大聖寺-」（1993年11月15日） - 越前屋

  - 第24部
    - 第8話「謎の美剣士! 紅夜叉 -岡山-」（1995年11月6日）
    - 第32話「追われた男の恩返し -盛岡-」（1996年5月6日） - 藤兵衛

  - 第25部
    - 第2話「恵みの夫婦海苔 -君津-」（1996年12月16日） - 商人
    - 第38話「民を救った男の信念 -二本松-」（1997年9月15日） - 伊勢屋
    - 第43話「世直し旅は日本晴れ -江戸・水戸-」（1997年10月27日） - 住吉屋

  - 第27部 第30話「旅の終わりの危機一髪・江戸」（1999年10月18日） - 中山甚内
  - 第36部（2006年）
    - 第4話「塩の道は絶体絶命!」 - 窪川屋
    - 第18話「若君救った女将の秘密」 - 郡代

  - 第37部 第23話「次期将軍を狙った野望」（2007年9月17日） - 根来衆
  - 第38部 第2話「嵐を呼ぶ瀬戸内の謎!」（2008年11月4日） - 岸川
  - 第39部 第18話「金では買えぬ母の愛! -岩国-」（2009年2月23日） - 秋島忠篤
  - 第40部 第19話「恋しい父は悪の手先!? -島田-」（2009年12月14日） - 庄屋
  - 第41部 第3話「過去を消した謎の女! -鎌倉-」（2010年4月26日） - 松田五兵衛
  - 第42部 第10話「茶壺に追われた御老公　-信楽-」（2010年12月13日） - 野田屋
  - 第43部 第7話「家族愛にまさる宝なし -藤枝-」（2011年8月15日） - 庄屋徳兵衛
- 大岡越前（TBS / C.A.L）
  - 第7部 第1話「大岡越前」（1983年4月18日） - 医師
  - 第8部 第25話「十手鈍らす過去の罪」（1985年1月14日）
  - 第9部 第11話「花嫁泣かせた出生の秘密」（1986年1月6日）
  - 第10部 第20話「親不孝息子の敵討ち」（1988年7月11日） - 的場小四郎
  - 第12部 第6話「能面の女が雇った刺客」（1991年11月18日）
  - 第14部 第8話「将軍狙った男の涙」（1996年8月5日） - 加賀屋
  - 第15部 第26話「帰って来た友情」（1999年3月15日） - 李仙山
- 江戸を斬るシリーズ（TBS / C.A.L）
  - 江戸を斬るII
    - 第21話「目撃者は花嫁」（1976年） - 南町の役人
    - 第28話「天保の夜明（後編）」（1976年） - 高野伝八

  - 江戸を斬るV（1980年）
    - 第3話「雛祭り娘目明し初手柄」 - 人形屋の手代
    - 第22話「蜆を売つてた若殿様」 - 旗本・土屋主膳

  - 江戸を斬るVI 第12話「鍾馗が解いた贋金事件」（1981年） - 久栄堂手代
- 天下御免の頑固おやじ 大久保彦左衛門（1982年、TBS / C.A.L） - 古道具屋
- 松平右近事件帳 第48話「十手に賭けた命」（1982年、/ ユニオン映画） - 高木大介
- 壬生の恋歌 第23話「旅立ち」（1983年、NHK / 大阪放送局） - 幕僚
- 眠狂四郎無頼控 第12話「闇の狩人! 少女を食べる鬼」（1983年、テレビ東京 / 歌舞伎座テレビ） - 根岸
- 新・なにわの源蔵事件帳 第3話「蔵屋敷の怪事件」（1983年、NHK）
- 土曜ワイド劇場 京都殺人案内シリーズ（朝日放送）
  - 第11作「美人社長誘拐さる!」（1985年） - 医者
  - 第18作「20時18分の死神!? 花嫁の父 音川 美貌の未亡人と対決!」（1992年） - 清水教授 役
- 谷崎・その愛 我という人の心は（1985年11月16日、NHK） - 岡成志
- 松本清張サスペンス・隠花の飾り「記念に…」（1986年、関西テレビ）
- 乱歩賞作家サスペンス / かあちゃんは犯人じゃない（1988年、KTV） - 和夫（成人）
- 風雲!真田幸村（1989年、テレビ東京） - 真田信之 役
- 八百八町夢日記（日本テレビ・ユニオン映画）
  - 第1シリーズ 第10話「おりん慕情」（1989年） - 船木
  - 第1シリーズ 第17話「父は強かった」（1990年）
  - 第2シリーズ 第21話「裏入学をあばけ!」（1992年）
- お江戸捕物日記 照姫七変化 第6話「悪代官を斬る!」（1990年、フジテレビ・東映）
- 男と女のミステリー「京都結婚指輪殺人事件」（1990年、フジテレビ） - 石川
- 連続テレビ小説（NHK）
  - 京、ふたり（1990年）
  - ほんまもん（2001年）
  - 芋たこなんきん（2006年） - 池田医師
  - ウェルかめ（2010年） - 花見龍治
  - わろてんか 第27回（2017年11月1日） - 金貸し
- 鞍馬天狗 第25話「決戦二条城七十人斬り」（1990年、TX / 松竹） - 垣見喜兵衛
- 参上! 天空剣士 第11話「哀れ、父娘の最期」（1990年、TX / 松竹）
- 江戸中町奉行所 第1シリーズ（1990年、TX / 松竹）
  - 第4話「濡れ衣晴らして候」
  - 第6話「不幸を背負った女」
- 付き馬屋おえん事件帳（テレビ東京・松竹）
  - 第1シリーズ 第11話「取り立て無用におじゃりまする」（1990年） - 竹野屋
  - 第2シリーズ 第10話「火事場泥棒」（1993年） - 錦屋
  - スペシャル「散る花 咲く花 吉原と大奥の光と影!」（1993年）
  - 第3シリーズ 第9話「吉原色里忍び恋」（1995年） - 徳兵衛
  - 第3シリーズ 第10話「仇討取り立てます」（1995年）
- 月影兵庫あばれ旅 第2シリーズ 第9話「野良犬の牙!」（1990年、テレビ東京・松竹） - 善兵衛
- 銭形平次（フジテレビ）
  - 第1シリーズ 第1話「九尾の狐」（1991年）
  - 第2シリーズ 第2話「夢の中の殺人」（1992年） - 和助
  - 第5シリーズ 第1話「消えた弁財天」（1995年）
- 鬼平犯科帳（フジテレビ・松竹）
  - 第2シリーズ 第11話「四度目の女房」（1991年）
  - 第5シリーズ 第12話「艶婦の毒」（1994年） - 柏屋四郎助
  - 第9シリーズ 第3話「男の隠家」（2001年） - 川野良岱
- 花友禅（1991年、YTV / 宝塚映像）
- 天下の副将軍水戸光圀 徳川御三家の激闘（1992年、テレビ東京） - 稲葉正休
- 赤かぶ検事の逆転法廷（1992年、朝日放送） - 野々村裁判官
- ワタナベ（1993年、KTV / 宝塚映像）
- 闇を斬る!大江戸犯科帳 第17話「人情裁き! 裏表二人奉行」（1993年、日本テレビ・ユニオン映画） - 大貫長明
- 江戸を斬るVIII 第14話「女を狙う吸血剣」（1994年、TBS / C.A.L）
- 暴れん坊将軍シリーズ（ANB / 東映）
  - 暴れん坊将軍VI 第34話「俺らの兄貴は上様だ!」（1995年） - 徳川光貞
  - 暴れん坊将軍VIII 第17話「謎!孤児を集める男」（1998年） - 米倉土佐守
  - 暴れん坊将軍IX
    - 第4話「哀れ!身売り娘を生む参勤交代」（1998年） - 武蔵屋覚兵衛
    - 第25話「牢獄炎上! 暗闇に咲く地獄花」（1999年） - 石出帯刀
- 御家人斬九郎（フジテレビ / 映像京都）
  - 第2シリーズ 第9話「駆け込み」（1997年） - 高森十太夫
  - 第5シリーズ 第6話「捨値五両」（2002年） - 本荘藩江戸家老
- 剣客商売（フジテレビ / 松竹）
  - 第1シリーズ 第9話「天魔」（1998年） - 金子孫十郎
  - 第2シリーズ 第4話「婚礼の夜」（1999年） - 金子孫十郎
  - 第4シリーズ 第8話「逃げる人」（2003年） - 与助
- 八丁堀の七人（テレビ朝日） - 跡部山城守
  - 第1シリーズ 第2話・第5話・第10話（2000年）
  - 第3シリーズ 第3話・第9話・第10話（2002年）
  - 第5シリーズ 第2話（2003年）
  - 第6シリーズ 第6話・第7話（2005年）
- 炎の奉行 大岡越前守（1997年、TX / 松竹） - 休蔵
- 家康が最も恐れた男 真田幸村（1998年、TX / 東映） - 浅野長晟 役
- 隠密奉行朝比奈 第1シリーズ 第7話「出雲松江 灼熱地獄タタラ」（1998年、CX / 東映）
- 新選組血風録 第2話「芹沢鴨 雨の襲撃」（1998年、ABC / 東映） - 菱屋太兵衛
- NHKドラマ劇場 / 危険な協奏曲 第1話（2000年、NHK BS2）
- 新・部長刑事 アーバンポリス24（2000年、ABC） - 新田圭次刑事
- いのちの現場から 第7シリーズ（2001年、毎日放送） - 三田村隆内科部長
- 時の渚〜衝撃の運命 京都に秘められた禁断の愛（2002年、ABC / 国際放送）
- 火曜時代劇 陰陽師☆安倍晴明〜王都妖奇譚〜 其の四「親友の死」（2002年、CX）
- 壬生義士伝 新選組でいちばん強かった男 第四部「鳥羽伏見から五稜郭へ」（2002年、TX / 松竹）
- 女と愛とミステリー「不倫調査員・片山由美3」（2002年、テレビ東京 / レオナ企画） - くさかり織物の専務
- かるたクイーン（2003年、NHK）
- ドラマ30
  - ショコラ（2003年、MBS）
  - デザイナー 第29話、第31話（2005年、TBS） - 医師
- 新春ワイド時代劇
  - 忠臣蔵〜決断の時（2003年、TX / 松竹） - 原惣右衛門
  - 忠臣蔵 瑤泉院の陰謀 第三部「吉良邸討ち入り!」（2007年1月2日、TX） - 堀内伝右衛門
  - 徳川風雲録 八代将軍吉宗 （2008年1月2日、テレビ東京） - 徳川綱條
- 木曜ミステリー おみやさん（EX）
  - 第3シリーズ 第9話「8年前の医療ミス!? 女性記者が落ちた罠」（2004年）
  - 第5シリーズ 第7話「京友禅が呼ぶ殺意!! 婚約破棄裏切られた男と女」（2006年） - 漆原正行
- 最後の忠臣蔵（2004年、NHK） - 奥野将監
- はんなり菊太郎2〜京・公事宿事件帳〜 第3話「京のかぞえ歌」（2004年、NHK / 大阪放送局）
- 国盗り物語 第二部（2005年、テレビ東京） - 村山出羽守
- 華岡青洲の妻（2005年、NHK） - 妹背佐次郎兵衛
- 逃亡者 おりん 第1話「哀しみの母子草」（2006年、TX） - 堀田備前守
- 郷土の偉人シリーズ / 日本の食卓を変えた火の國の女「江上トミ」（2006年11月5日、テレビ熊本）
- 木曜時代劇 新はんなり菊太郎〜京・公事宿事件帳〜 第3話「凄（すご）い男」（2007年、NHK）
- 遠山の金さん（2007年）
- BSミステリーシリーズ 父からの手紙（2007年、BSジャパン） - 本部長
- フェイク 京都美術事件絵巻 第5話「能面の告白」（2011年2月1日、NHK） - 岩瀬健作
- 京都地検の女 第7シリーズ 第2話「殺人逃亡犯は見た!! すれ違う二つの人生」（2011年7月21日、テレビ朝日） - 辻本千吉
- 土曜ワイド劇場 ミステリー作家六波羅一輝の推理シリーズ 第2作「京都・陰陽師の殺人」（2012年4月21日、テレビ朝日）
- 最強のふたり〜京都府警 特別捜査班〜 最終話（2015年9月10日、テレビ朝日 / 東映） - 宮間紀嗣

### 映画
- てんびんの詩（1988年、JHV） - 叔父
- 浪人街（1990年、松竹ほか）
- 忠臣蔵外伝 四谷怪談（1994年、松竹ほか）
- 必殺始末人（1997年、松竹） - 弥七
- 老いてこそ我が道をゆく みたらし団子（2003年、教育映画）
- 幸福のスイッチ（2006年、東京テアトル） - 栗原さん 役
- 新世界歌謡道（2006年、森千紗花事務所）
- ふるさとをください（2008年、教育映画）
- 武士の家計簿（2010年、アトミックエース＝松竹） - 加藤
- 晴れのち晴れ、ときどき晴れ（2013年、ネイキッド）
- 蠢動 -しゅんどう-（2013年、三上康雄製作所） - 前田家也

### Vシネマ
- 首領への道 完結編（2005年、GPミュージアム） - 三代目鈴善一家総長・八重垣伍郎

### ナレーション
テレビ番組
- 日本美再発見（NHK）

映画
- くノ一忍法帖 自来也秘抄（1995年、東北新社）
- 首領への道 劇場公開版（2003年、村上劇画プロ＝シネマ・クロッキ）
- 風雲児 長者番付に挑んだ男（2006年）

Vシネマ
- 実録・北陸やくざ戦争（2002年）
- 実録・名古屋やくざ戦争 統一への道（2003年 - 2004年 GPミュージアム） - ナレーション
- 実録・関東やくざ戦争 修羅の盃（2003年）
- 実録・関東やくざ戦争2 修羅の代紋（2004年）

### ラジオドラマ
- 二十一世紀への道（NHKラジオ第一放送）
  - 「人造人間ローザ」（1963年10月27日）
  - 「開拓者」（1964年1月19日）
- QR現代劇場「この子らはおっかける」（1964年6月21日）
- R1オリンピック物語「ウラヌス天に帰れ」（1964年8月2日） - 西中尉
- FM芸術劇場「一かけ二かけ橋かけて」（1973年2月2日）
- ラジオ劇場「夕子の旅」（1976年9月11日）
- FMシアター「電光仮面 最後の戦い」（2006年8月19日） - 電光仮面
- NHK-FM 青春アドベンチャー
  - know 〜知っている（2015年3月2日 - 3月13日）
  - 響け、長崎の鐘（2015年8月8日、11月21日）

### 舞台
- SANDS 夏の夜の夢（2000年） - イージアス
- 大阪人情喜劇の会 第4回公演「たぬき酒」（2000年2月、国立文楽劇場小ホール） - 番頭
- 中川雅夫どんちょう会10周年記念公演「はるかなる虹」（2002年7月19日 - 21日） - 岩元
- 演劇集団 芝居小屋「浪速の勝負師-坂田小春-」（2010年）
- 浪花人情紙風船団公演
  - Fly Me to The Moon 〜三日月ヶ原に連れてって〜（2005年5月） - 豊蔵
  - 第6回公演「ええお湯だっせ」（2006年6月21日 - 24日）
  - 第16回公演「まちあいしつであいましょう」（2016年4月6日 - 13日）
- 劇団未来第125回公演「真珠の首飾り」（2013年）
- TEAM Kasai プロデュース公演vol.4「煙が目にしみる」（2013年6月）

など

### ドキュメンタリー
- 歴史秘話ヒストリア「南の島の先生・命がけの密航記〜教え方を求めて3000キロ」（2009年10月21日、NHK総合） - 三原明夫 ※ドラマパート

### レコード
- デカ長ブルース／女わかれ唄（楠年明 詩 しばゆきお 曲　シバックス・レコード 1980年?）

### その他
- 講演CD「松下幸之助 人をつくる・事業を創る〜感動のエピソード集」（ナレーション）
- ETV特集「戦時徴用船〜知られざる民間商船の悲劇〜」（2014年2月8日、NHK Eテレ） - 朗読